# Expedition 70
Expedition 70 è stata la 70ª missione di lunga durata verso la Stazione spaziale internazionale che è iniziata il 27 settembre 2023 con l'undocking della Sojuz MS-23 e si è conclusa il 6 aprile 2024 con l'undocking della Sojuz MS-24.

## Equipaggio

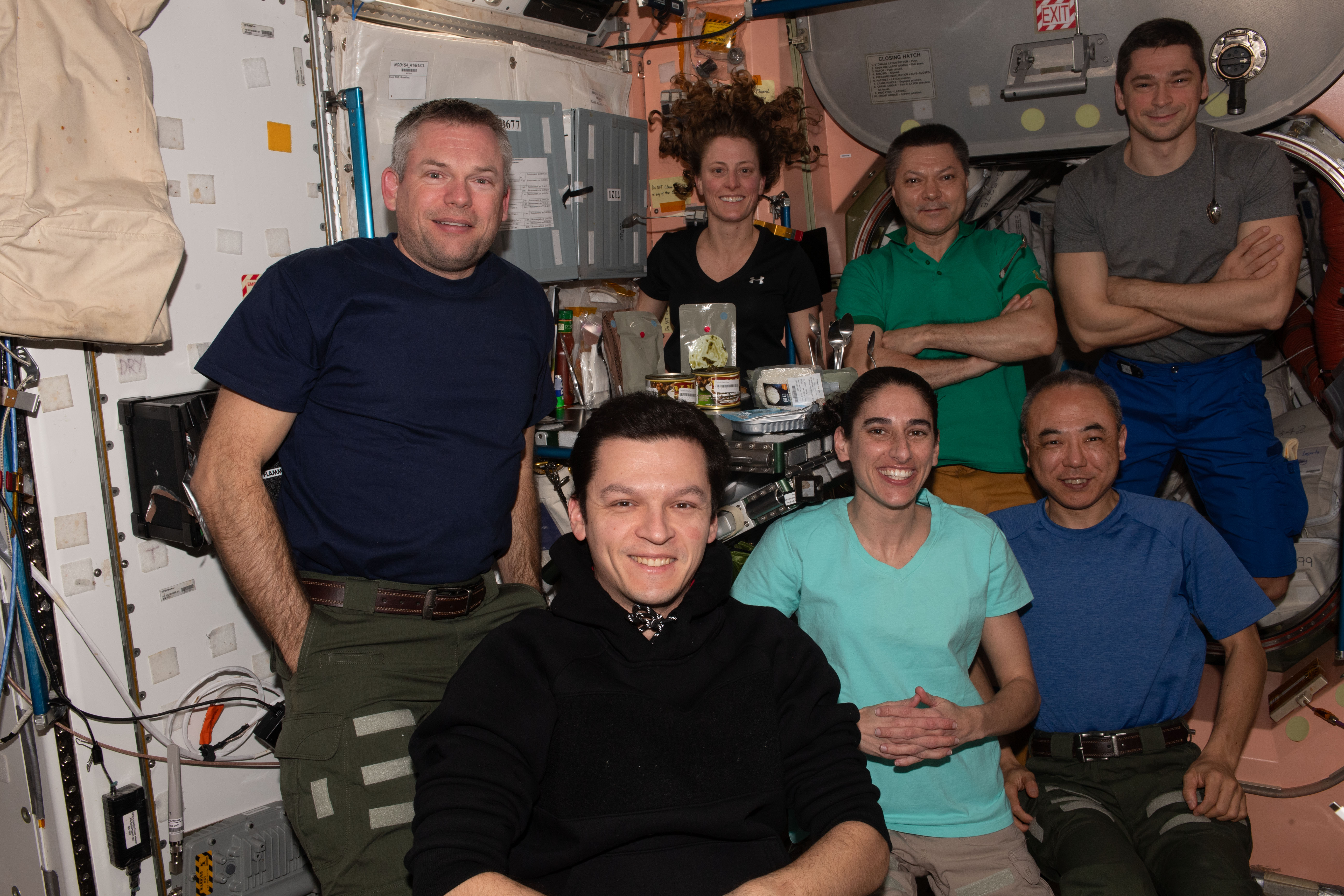
I sette membri dell'equipaggio dell'Expedition 70 durante una cena nel modulo Unity

L'equipaggio era composto dai membri della SpaceX Crew-7, della Sojuz MS-24 e, per l'ultimo mese di missione, della SpaceX Crew-8.
|        | Astronauta                                | 27 set 2023 - 4 mar 2024 | 4 mar - 12 mar 2024 | 12 mar - 25 mar 2024 | 25 mar - 6 apr 2024 |
| ------ | ----------------------------------------- | ------------------------ | ------------------- | -------------------- | ------------------- |
| Crew-7 | Andreas Mogensen, ESA Secondo volo        | Comandante               | Comandante          | Non a bordo          | Non a bordo         |
| Crew-7 | Jasmin Moghbeli, NASA Primo volo          | Ingegnere di volo        | Ingegnere di volo   | Non a bordo          | Non a bordo         |
| Crew-7 | Satoshi Furukawa, JAXA Secondo volo       | Ingegnere di volo        | Ingegnere di volo   | Non a bordo          | Non a bordo         |
| Crew-7 | Konstantin Borisov, Roscosmos Primo volo  | Ingegnere di volo        | Ingegnere di volo   | Non a bordo          | Non a bordo         |
| MS-24  | Oleg Kononenko, Roscosmos Quinto volo     | Ingegnere di volo        | Ingegnere di volo   | Comandante           | Comandante          |
| MS-24  | Nikolaj Čub, Roscosmos Primo volo         | Ingegnere di volo        | Ingegnere di volo   | Ingegnere di volo    | Ingegnere di volo   |
| MS-24  | Loral O'Hara, NASA Primo volo             | Ingegnere di volo        | Ingegnere di volo   | Ingegnere di volo    | Ingegnere di volo   |
| Crew-8 | Matthew Dominick, NASA Primo volo         | Non a bordo              | Ingegnere di volo   | Ingegnere di volo    | Ingegnere di volo   |
| Crew-8 | Michael Barratt, NASA Terzo volo          | Non a bordo              | Ingegnere di volo   | Ingegnere di volo    | Ingegnere di volo   |
| Crew-8 | Jeanette Epps, NASA Primo volo            | Non a bordo              | Ingegnere di volo   | Ingegnere di volo    | Ingegnere di volo   |
| Crew-8 | Aleksandr Grebënkin, Roscosmos Primo volo | Non a bordo              | Ingegnere di volo   | Ingegnere di volo    | Ingegnere di volo   |
| MS-25  | Tracy Caldwell Dyson, NASA Terzo volo     | Non a bordo              | Non a bordo         | Non a bordo          | Ingegnere di volo   |

## Eventi missione

### Falla nel radiatore di riserva di Nauka
Intorno alle 17 del 9 ottobre 2023, il Centro di controllo missione di Houston notò, attraverso le telecamere situate all'esterno della Stazione Spaziale Internazionale, dei fiocchi dispersi da uno dei due radiatori del modulo Nauka. Dopo che l'equipaggio a bordo della Stazione spaziale internazionale venne informato della potenziale perdita, l'astronauta NASA Jasmin Moghbeli, osservando l'esterno dalla Cupola, confermò la presenza di gocce disperdersi intorno alla ISS. Di conseguenza, all'equipaggio venne chiesto di chiudere le coperture delle finestre del Segmento orbitale statunitense (USOS) come precauzione contro la contaminazione.
Roscosmos confermò che la perdita osservata si trovava sul radiatore di riserva di Nauka, installato all'esterno del modulo. Il radiatore era stato consegnato alla ISS insieme al modulo Rassvet durante la missione dello Space Shuttle STS-132 nel 2010. Era poi stato spostato all'esterno di Nauka durante una attività extraveicolare russa nell'aprile 2023 (VKD 56). Il radiatore principale di Nauka continuò a funzionare normalmente, fornendo il completo raffreddamento del modulo, senza alcun impatto sull'equipaggio o sulle operazioni della Stazione spaziale internazionale. Alcuni giorni dopo, la NASA fece sapere che le attività extraveicolari dell'USOS, previste per il 12 ottobre e 20 ottobre 2023, erano state rinviate per precauzione. Nel frattempo, Roscosmos riferì che la perdita era cessata, informazione confermata visivamente dalle telecamere esterne della NASA.

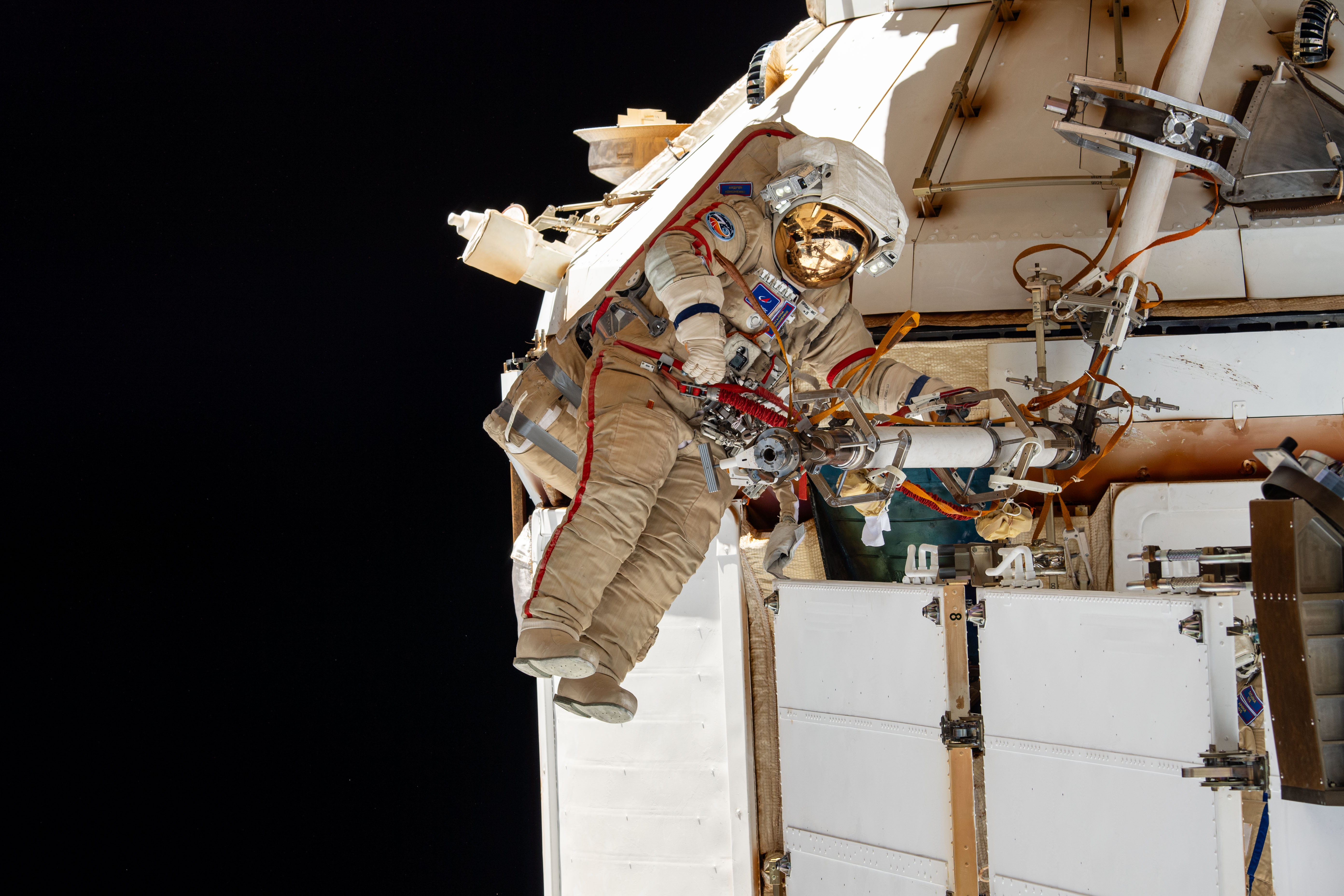
Il cosmonauta Oleg Kononenko vicino al radiatore del modulo Nauka durante l'EVA 1

### EVA 1 (VDK 61)
La prima attività extraveicolare (EVA) nell'Expedition 70 venne eseguita dai cosmonauti Oleg Kononenko e Nikolaj Čub il 25 ottobre 2023 della durata di 7 ore 41 minuti. Le attività svolte furono l'installazione di un radar sul modulo Nauka per osservare la superficie terrestre, il rilascio del nanosatellite studentesco Parus-MGTU per testare la tecnologia per il dispiegamento di una vela solare, ispezionare e fotografare il luogo della perdita del radiatore nel modulo Nauka avvenuta il 9 ottobre 2023. Alla conclusione dell'EVA, sia prima di rientrare nella camera di equilibrio di Poisk che dopo essere entrati, i due cosmonauti ispezionarono e pulirono con attenzione le loro tute spaziali Orlan e gli strumenti utilizzati durante l'EVA dalle tracce di refrigerante, per evitare di portare all'interno della ISS materiale contaminante. Inoltre, per precauzione, all'interno della Stazione spaziale venne utilizzata un'ulteriore filtrazione per pulire rapidamente l'atmosfera da eventuali tracce rimanenti di contaminante.

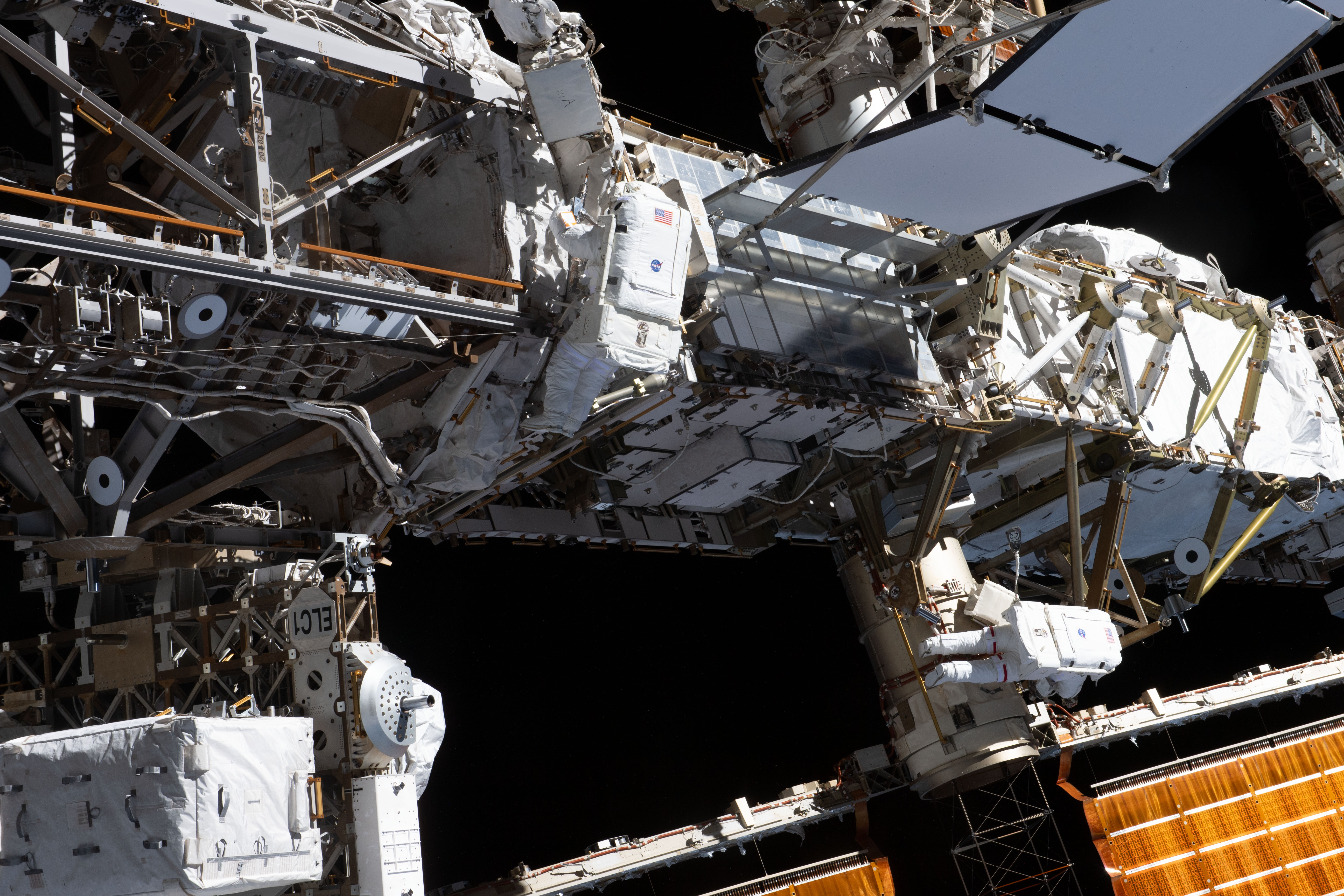
Le astronaute Jasmin Moghbeli (strisce rosse) e Loral O'Hara lavorano sul SARJ durane l'EVA 2

### EVA 2 (US 89)
Il 1º novembre 2023 le astronaute Jasmin Moghbeli e Loral O'Hara svolsero un'EVA di sei ore e mezza per sostituire uno dei dodici cuscinetti rotanti (Trundle Bearing Assemblies) sul Solar Alpha Rotary Joint (SARJ) di un pannello solare dell'USOS. I cuscinetti consentono ai pannelli solari della ISS di ruotare correttamente per seguire il sole mentre la Stazione orbita attorno alla Terra. Il secondo obiettivo, rimuovere una scatola elettronica chiamata Radio Frequency Group che faceva parte di un sistema di antenne per le comunicazioni, venne rinviato a una futura EVA. Durante l'EVA una borsa per gli attrezzi andò persa, iniziando a orbitare intorno alla Terra con una magnitudine di circa 6, riuscendo a essere vista dalla superficie terrestre.

### Lancio e docking della CRS-29
La navicella di rifornimento Cargo Dragon CRS-29 venne lanciata a bordo del lanciatore Falcon 9 Block 5 dal Complesso di lancio 39A del Kennedy Space Center il 10 novembre 2023. Il giorno successivo, la navicella eseguì un docking con il boccaporto zenith del modulo Harmony della Stazione spaziale internazionale, consegnando quasi 3000 kg di esperimenti scientifici, proviste per l'equipaggio delle Expedition 70/71 e hardware di ricambio per la ISS. I principali esperimenti scientifici a bordo erano: ILLUMA-T, AWE, Gaucho Lung e Aquamembrane-3. Il lancio era stato inizialmente rinviato di qualche giorno per eseguire dei controlli aggiuntivi; durante il carico dei propellenti nelle fasi pre-lancio era stata rilevata una perdita di NTO (tetrossido di diazoto) in una valvola di un propulsore Draco e i tecnici decisero di sostituirla come precauzione.

### Undocking della Progress MS-23
Dopo essere rimasta agganciata per sei mesi, la navicella cargo russa Progress MS-23, riempita dai cosmonauti di rifiuti e attrezzature non più utilizzabili, eseguì l'undocking il 29 novembre 2023. Non essendo dotate di scudo termico, le navicelle Progress non possono far ritorno sulla Terra e consegnare campioni scientifici come fa ad esempio la navicella Cargo Dragon ma ricoprono comunque il ruolo fondamentale di smaltimento dei rifiuti che vengono prodotti sulla ISS. Poche ore dopo l'undocking con il modulo Poisk, la Progress MS-23 entrò nell'atmosfera terrestre sopra una zona priva di isole dell'oceano pacifico bruciando durante il rientro atmosferico.

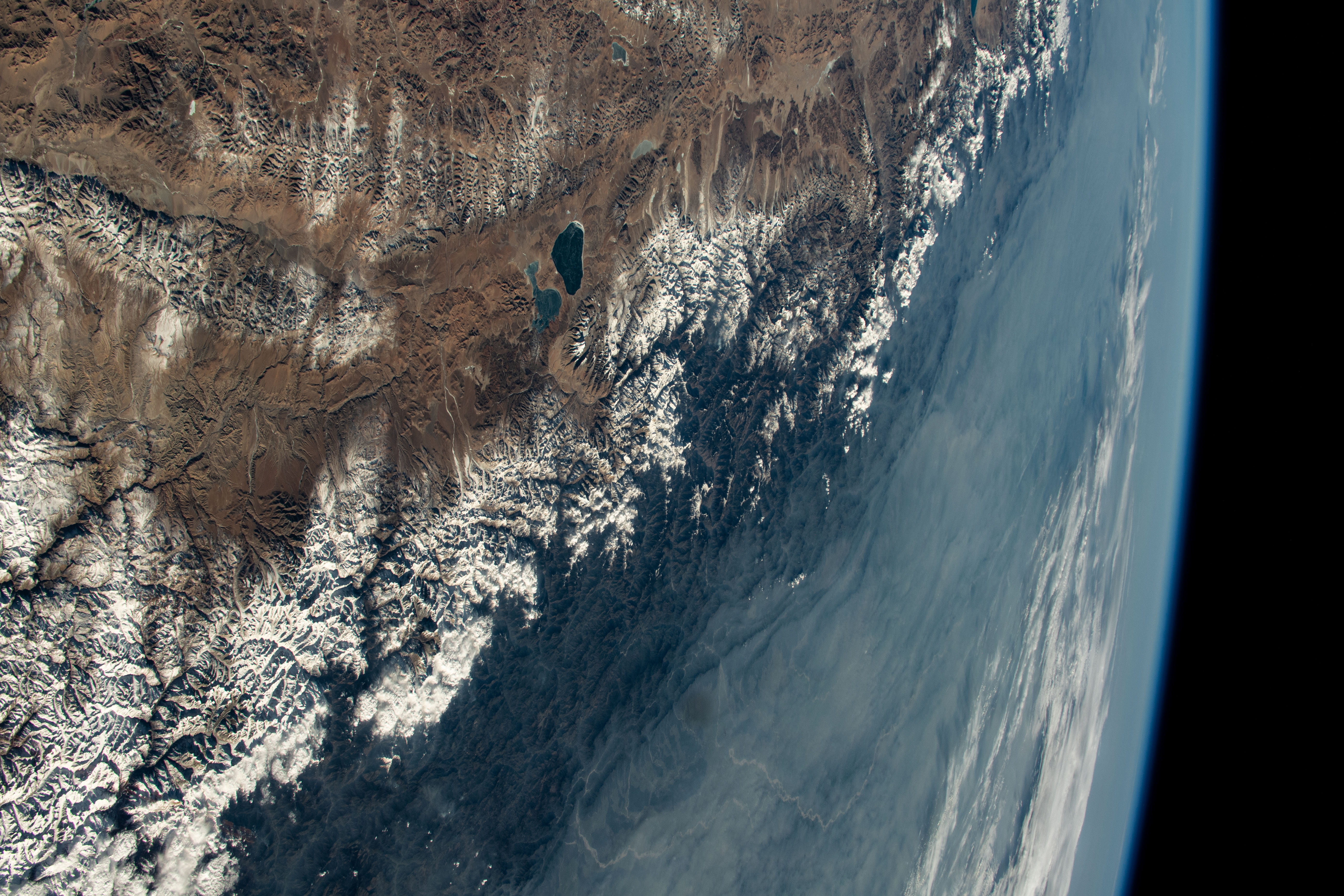
Le montagne innevate dell'Himalaya viste dallo spazio

### Lancio e docking della Progress MS-25
La navicella cargo Progress MS-25 venne lanciata il 1º dicembre 2023 a bordo di un lanciatore Sojuz 2.1a dal Cosmodromo di Bajkonur in Kazakistan. La navicella, carica di circa 3 tonnellate di esperimenti scientifici, rifornimenti per l'equipaggio, carburante e attrezzature per la ISS, eseguì un docking con il modulo Poisk il 3 dicembre 2023 dopo un viaggio di due giorni (34 orbite) verso la Stazione spaziale internazionale. È rimasta agganciata alla ISS per sei mesi, fino a maggio 2024. In questo periodo venne usata per innalzare l'orbita della ISS che decade costantemente per l'attrito atmosferico.

### 25 anni della Stazione spaziale internazionale
Il 6 dicembre tutti e sette i membri dell'equipaggio della Stazione spaziale internazionale si riunirono nel modulo Harmony per una conferenza televisiva in diretta per commemorare i 25 anni dall'inizio dell'assemblaggio della Stazione Spaziale Internazionale. Alla conferenza parteciparono l'amministratore associato della NASA Robert Cabana e il direttore del programma della Stazione Spaziale Internazionale Joel Montalbano durante la quale discussero dell'evoluzione della ISS e del suo impatto sulla Terra e sulle industrie spaziali. Cabana fu il comandante dello Space Shuttle Endeavour durante la missione STS-88 il 6 dicembre 1998, quando i moduli Zarja e Unity vennero collegati. Il braccio robotico Canadarm dello Shuttle afferrò Zarja e lo collegò a Unity stivato nella stiva di carico dell'Endeavour.

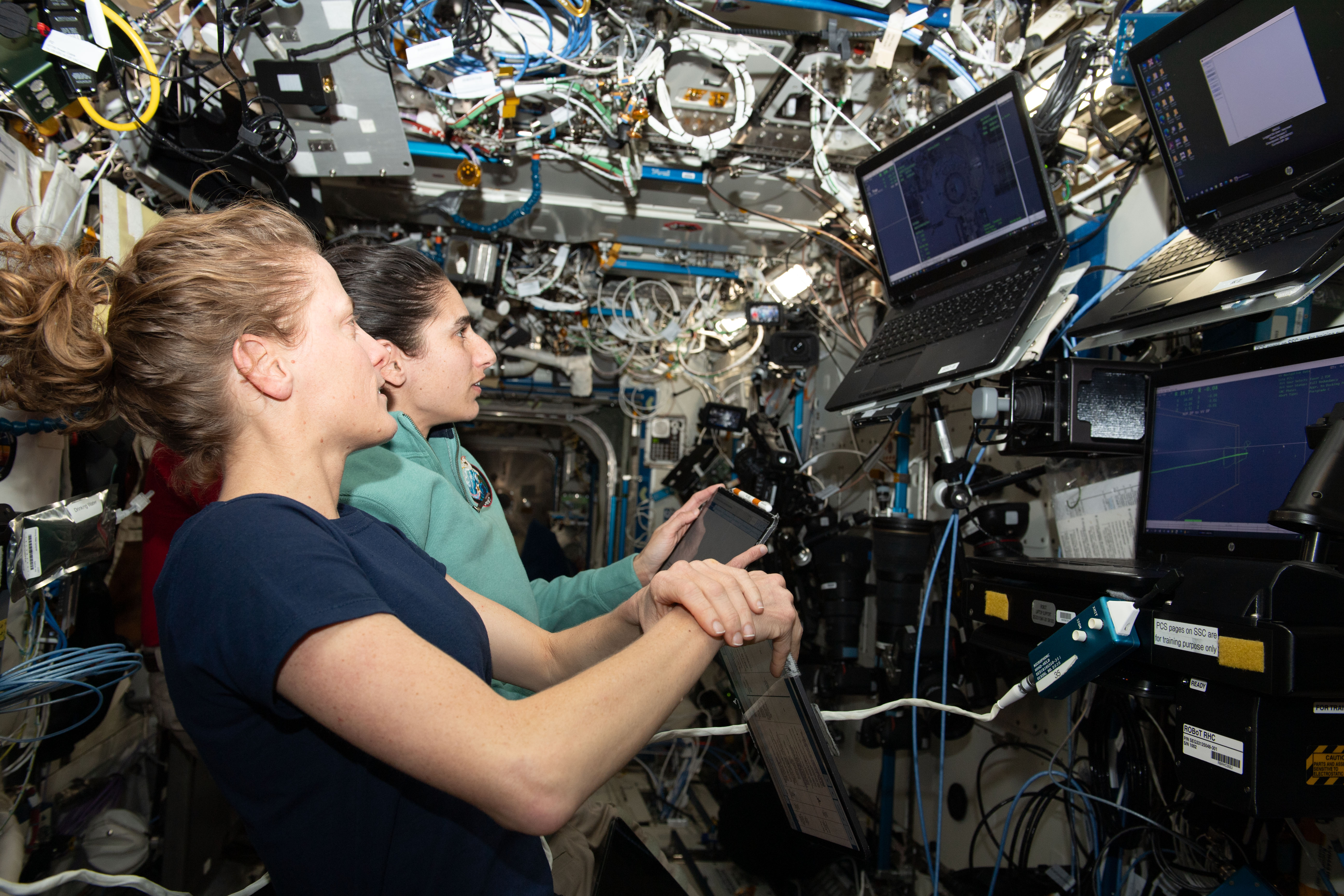
O'Hara (davanti) e Moghbeli supervisionano il docking della Cargo Dragon CRS-29 dal modulo Destiny

### Undocking della Cargo Dragon CRS-29
Dopo quaranta giorni di missione, il 21 dicembre 2023 la Cargo Dragon CRS-29 eseguì l'undocking con il modulo Harmony della ISS per far ritorno sulla Terra. La navicella carica di 1900 kg di campioni prodotti dagli esperimenti scientifici e altre attrezzature ammarò il giorno successivo nel Golfo del Messico. I campioni vennero trasportati velocemente al Space Station Processing Facility del Kennedy Space Center della NASA per minimizzare l'esposizione alla gravità prima di essere analizzati dagli scienziati. I principali campioni rimandati sulla Terra erano quelli degli esperimenti Planet Habitat-03, Cell Gravisensing, Genes in Space-10, MaRVIn-PCIM e Neuronix.

### Unberthing della Cygnus NG-19
Il 22 dicembre 2023 i controllori di volo a Terra, con l'ausilio del Canadarm2, eseguirono l'unberthing della navicella cargo Cygnus NG-19 "SS Laurel Clark" con il boccaporto nadir del modulo Unity. Nelle ore successive, una volta posizionata la navicella in modo da non interferire con il volo della ISS, venne mandato il comando di rilascio della navicella con il Canadarm2, sotto la supervisione dell'astronauta O'Hara. La Cygnus NG-19 rimase in orbita fino ai primi di gennaio 2024 per eseguire l'esperimento SAFFIRE-VI sugli incendi in assenza di gravità installato al suo interno. La navicella statunitense Cygnus è l'unica navicella cargo in servizio a dicembre 2023 a non avere un sistema di docking; per attraccare e sganciarsi dalla ISS necessità di astronauti che la afferrino con il Canadarm2 e la posizionino nel boccaporto desiderato. Nel 2025 dovrebbe entrare in servizio un'altra navicella cargo non dotata di sistema di docking, la Dream Chaser.

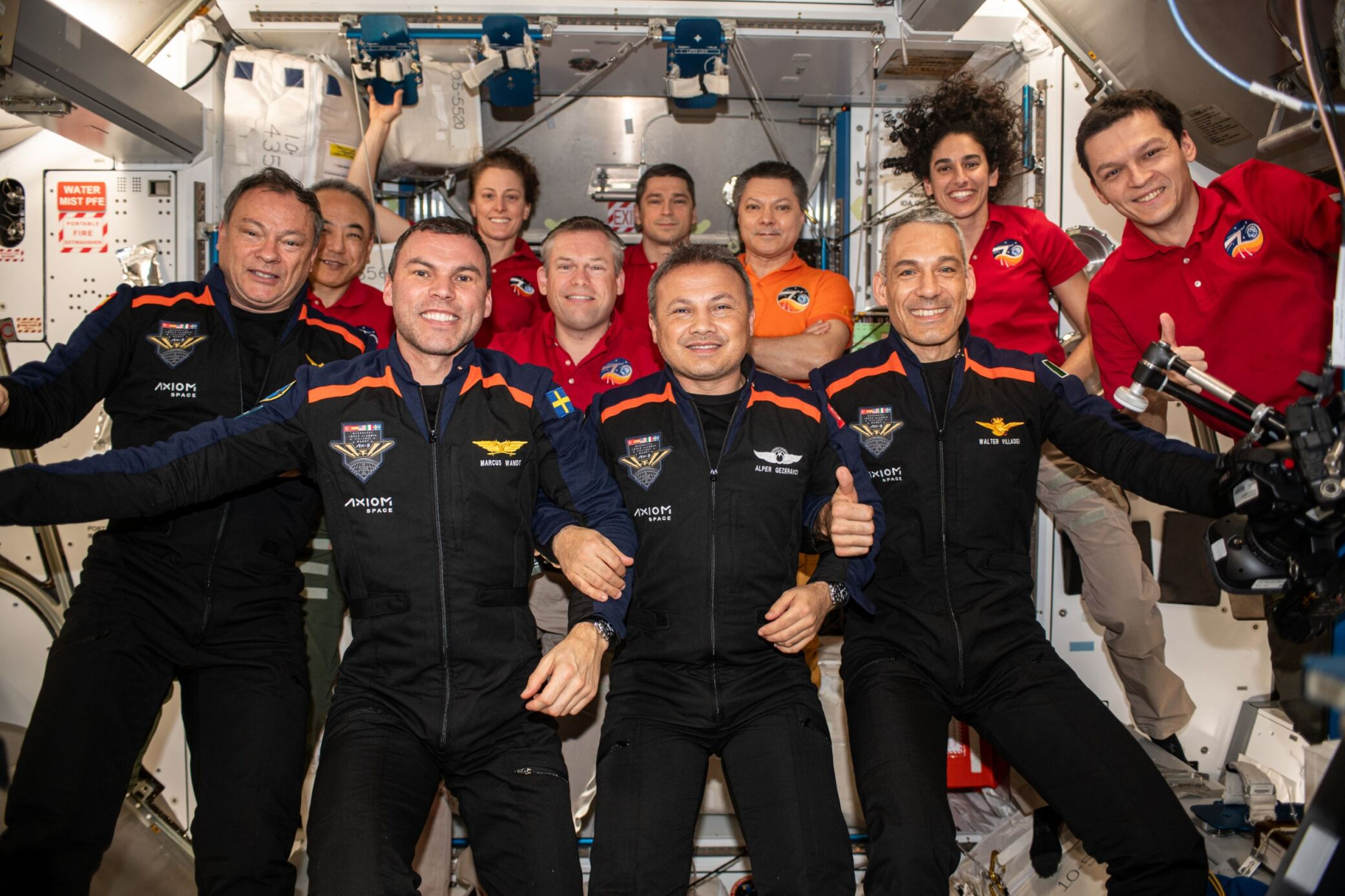
L'equipaggio di Ax-3 (in nero) insieme all'equipaggio dell'Expedition 70

### Lancio e docking di Axiom Mission 3
Il 18 gennaio 2024 la navicella Crew Dragon Freedom per la missione privata Axiom Mission 3 (Ax-3) venne lanciata dal complesso di lancio 39A del Kennedy Space Center. L'equipaggio era composto da quattro persone di cittadinanza europea: il comandante Michael López-Alegría di Axiom Space (con doppia cittadinanza statunitense e spagnola), il pilota italiano Walter Villadei dell'Aeronautica militare italiana e gli specialisti di missione Alper Gezeravcı, primo astronauta turco, e Marcus Wandt, astronauta svedese dell'ESA. Dopo un viaggio di circa 36 ore, la navicella Dragon effettuò il docking automatico al modulo Harmony della Stazione spaziale internazionale il 20 gennaio 2024.
 L'apertura del portellone avvenne qualche ora dopo, momento in cui l'equipaggio di Freedom venne accolto dall'equipaggio dell'Expedition 70. Durante la loro permanenza a bordo della ISS, inizialmente prevista per 14 giorni ma estesa a 18 giorni a causa di condizioni meteorologiche avverse al sito di ammaraggio, l'equipaggio della Ax-3 condusse oltre 30 esperimenti scientifici in microgravità, dimostrazioni tecnologiche e attività di divulgazione. Tra le ricerche svolte vi erano studi sulla salute cardiovascolare, trattamenti contro il cancro e tecniche di produzione di materiali nello spazio.

### Lancio e berthing della Cygnus NG-20
Il 30 gennaio 2024 la navicella Cygnus NG-20 "S.S. Patricia Robertson" venne lanciata con il lanciatore Falcon 9 di SpaceX dal Complesso di lancio 40 dal Cape Canaveral Space Force Station in Florida. È stata la prima missione Cygnus a usare il lanciatore Falcon 9 di SpaceX al posto del lanciatore Antares della Northrop Grumman. Il carico della navicella era di 3720 kg di proviste per l'equipaggio, esperimenti scientifici e attrezzature. Arrivò alla ISS il 1° febbraio 2024 dove le astronaute O'Hara e Moghbeli la afferrarono con l'ausilio del braccio robotico Canadarm2. Dopo la cattura, i controllori a Terra manovrarono il Canadarm2 e eseguirono un berthing con il boccaporto nadir del modulo Unity.

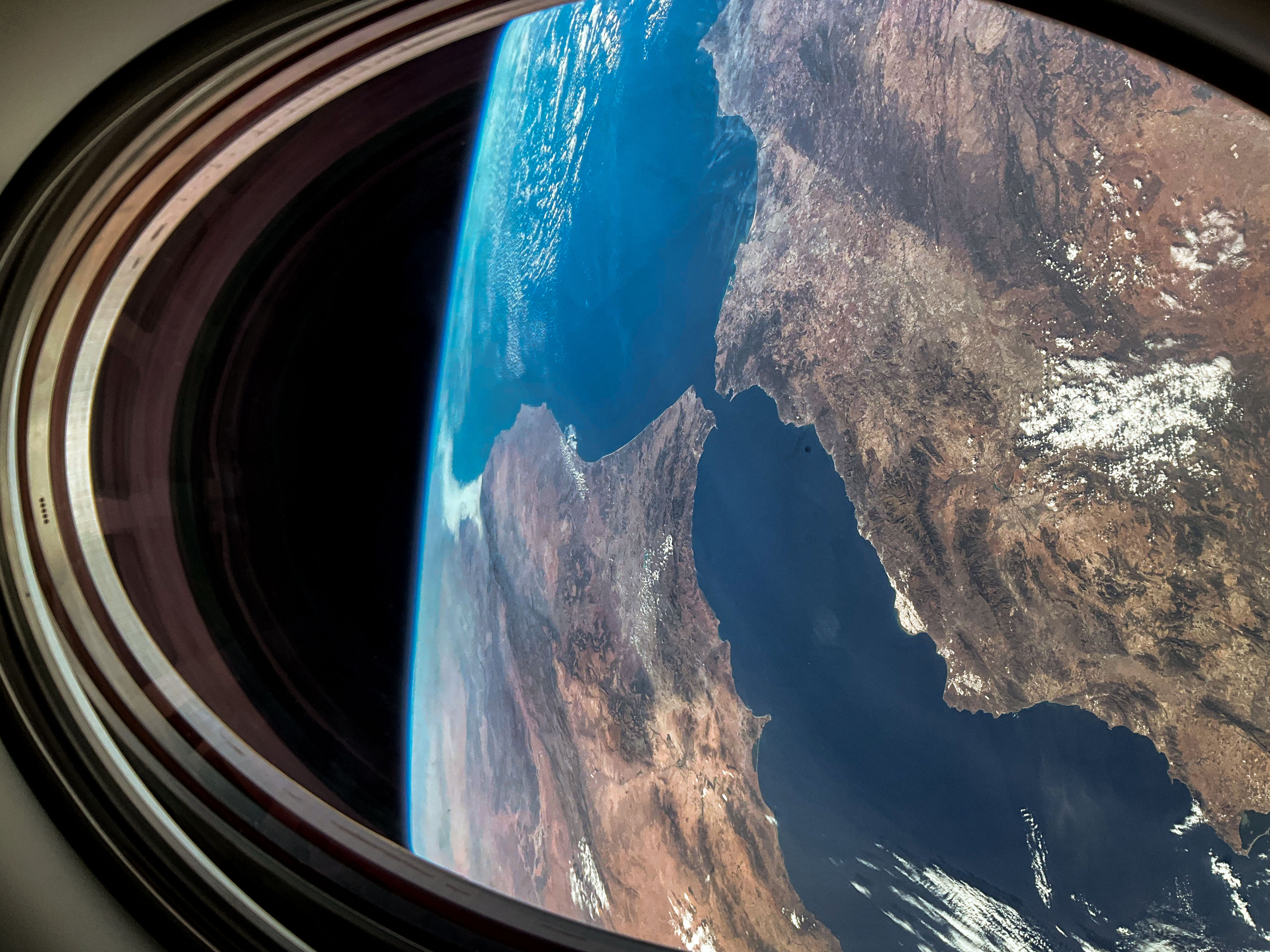
Lo stretto di Gibilterra visto da una finestra di una Crew Dragon

### Undocking di Axiom Mission 3
L'undocking della navicella Crew Dragon Freedom per la Axiom Mission 3, inizialmente previsto per il 3 febbraio 2024, venne rinviato di qualche giorno per condizioni sfavorevoli nel sito di ammaraggio al largo delle coste della Florida. Esso avvenne infine il 7 febbraio 2024 permettendo alla navicella di allontanarsi dalla ISS per iniziare il suo viaggio di due giorni per il rientro sulla Terra. La missione si concluse il 9 febbraio 2024 quando ammarò al largo della Florida.

### Undocking della Progress MS-24
La navicella cargo Progress MS-24, carica di spazzatura e attrezzature da smaltire, eseguì un undocking dalla Stazione Spaziale Internazionale nella notte del 13 febbraio 2024 mentre i cosmonauti Kononenko e Chub ne supervisionavano la partenza. La Progress MS-24 entrò nell'atmosfera terrestre poche ore dopo, disintegrandosi sopra il Pacifico meridionale.

### Lancio e docking della Progress MS-26
Al posto della navicella Progress MS-24 appena rientrata, il 15 febbraio 2024 venne lanciata la navicella Progress M-26 su un vettore Sojuz dal Cosmodromo di Bajkonur. Usando il profilo di volo lento di due giorni, eseguì un docking automatico con il boccaporto posteriore del modulo di servizio Zvezda il 17 febbraio 2024. Il veicolo consegnò 2518 kg di carico alla Stazione Spaziale Internazionale, inclusi 1478 kg di attrezzature per i sistemi della ISS, esperimenti scientifici, vestiti, cibo, prodotti medici e sanitari per gli equipaggi della Expedition 70/71, 580 kg di carburante per il rifornimento della stazione, 420 kg di acqua potabile e 40 kg di azoto. In preparazione per l'arrivo della Progress MS-26, i cosmonauti si addestrarono con il sistema di rendezvous telerobotico (TORU) che consente ai cosmonauti a bordo della ISS di controllare a distanza una navicella cargo in arrivo nel caso improbabile che non riesca a eseguire il docking autonomamente.

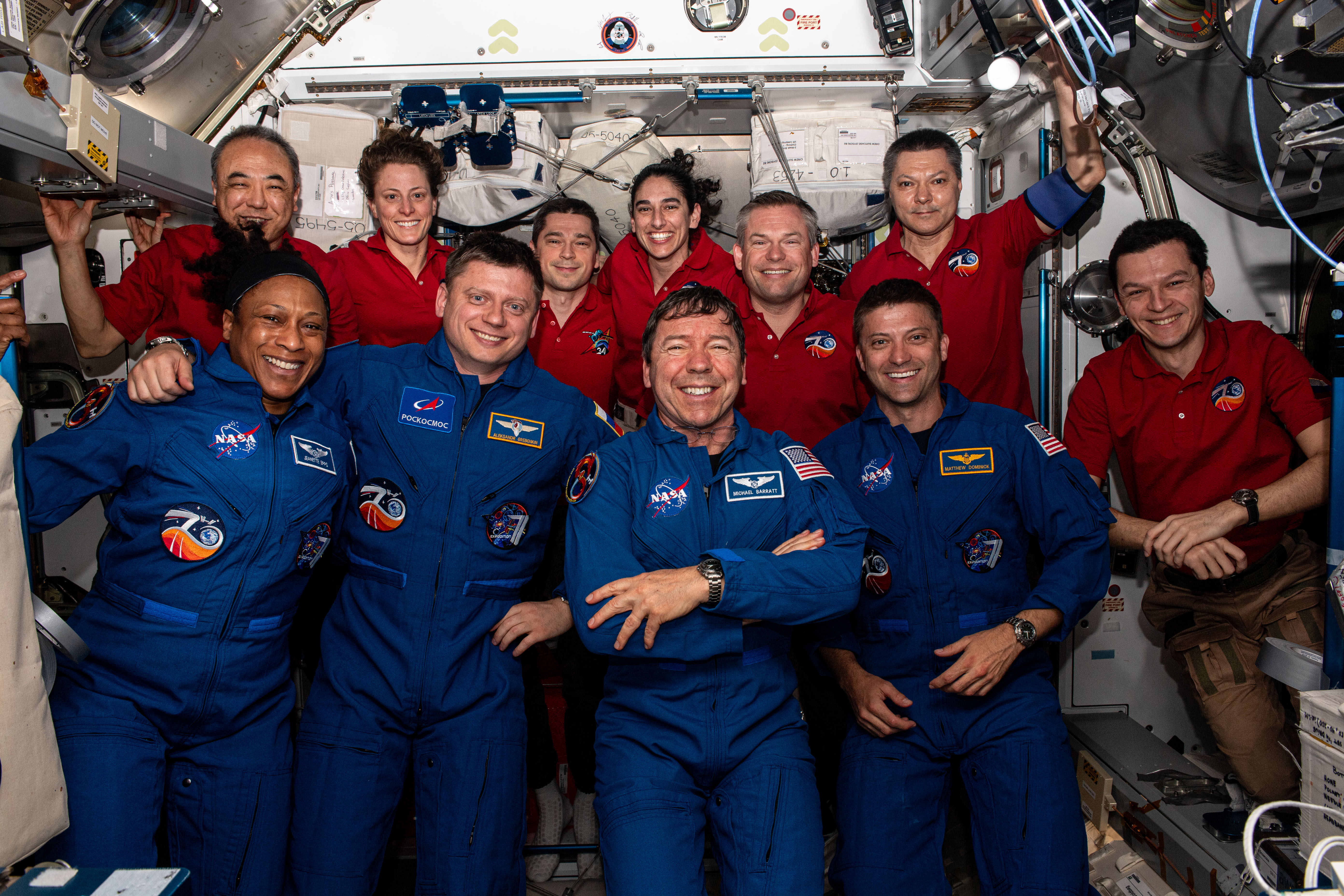
L'equipaggio dell'Expedition 70 (in rosso) insieme all'equipaggio della Crew-8 appena arrivato

### Lancio e docking della SpaceX Crew-8
La navicella Crew Dragon Endeavour per la missione spaziale SpaceX Crew-8 venne lanciata da Cape Canaveral il 4 marzo 2024 insieme al suo equipaggio composto dal comandante Matthew Dominick, dal pilota Michael Barratt e dagli ingegneri di volo Jeanette Epps e Aleksandr Grebënkin. La notte successiva, dopo 28 ore a bordo dell'Endeavour, raggiunse la Stazione spaziale internazionale ed eseguì un docking al boccaporto anteriore del modulo Harmony. Due ore dopo venne aperto il portellone tra la navicella e la ISS permettendo all'equipaggio di congiungersi all'equipaggio dell'Expedition 70.

### Cambio di comando Mogensen - Kononenko
Il 10 marzo 2024 il comandante della Stazione spaziale internazionale per l'Expedition 70, Andreas Mogensen, passò il comando della ISS al cosmonauta Oleg Kononenko per l'Expedition 71, in vista del suo rientro sulla Terra previsto per i giorni successivi. Kononenko al momento di ricevere il comando per l'Expedition 71 aveva già comandato la ISS per 249 giorni durante tre missioni di lunga durata sulla ISS (Exp 31, Exp 58 e Exp 59. Aveva inoltre accumulato 917 giorni nello spazio e quindi già superato il precedente record di 878 giorni nello spazio del connazionale Gennadij Padalka. Alla conclusione di questa missione Kononenko avrebbe accumulato 1110 giorni nello spazio.

### Undocking della SpaceX Crew-7
L'11 marzo 2024 la navicella Crew Dragon Endurance con a bordo l'equipaggio della SpaceX Crew-7 eseguì un undocking automatico dal boccaporto Harmony per fare ritorno sulla Terra dopo 198 giorni di missione a bordo della Stazione spaziale internazionale. Il giorno successivo la navicella ammarò nel golfo del Messico, al largo delle coste dell'Alabama, vicino a Pensacola. La navicella venne recuperata insieme al suo equipaggio dalla nave di SpaceX MV Megan.

### Lancio e docking della SpaceX CRS-30
La navicella cargo SpaceX Dragon CRS-30 venne lanciata il 21 marzo 2024 dal Complesso di Lancio 39A del Kennedy Space Center della NASA in Florida, a bordo di un razzo Falcon 9.
La Cargo Dragon consegnò oltre 2700 kg di esperimenti scientifici, cibo, forniture e attrezzature all'equipaggio della ISS. Le ricerche della NASA e dei suoi partner a bordo della missione CRS-30 includevano uno studio sul metabolismo delle piante nello spazio, un set di nuovi sensori per i robot Astrobee, uno studio sulla fisica dei fluidi che potrebbe beneficiare la tecnologia delle celle solari, l'esperimento FLARE della JAXA che studiava il comportamento delle fiamme nello spazio, e un progetto universitario dell'Agenzia spaziale canadese che monitorava le condizioni del ghiaccio marino e degli oceani. Due giorni dopo la navicella eseguì un docking al modulo Harmony.

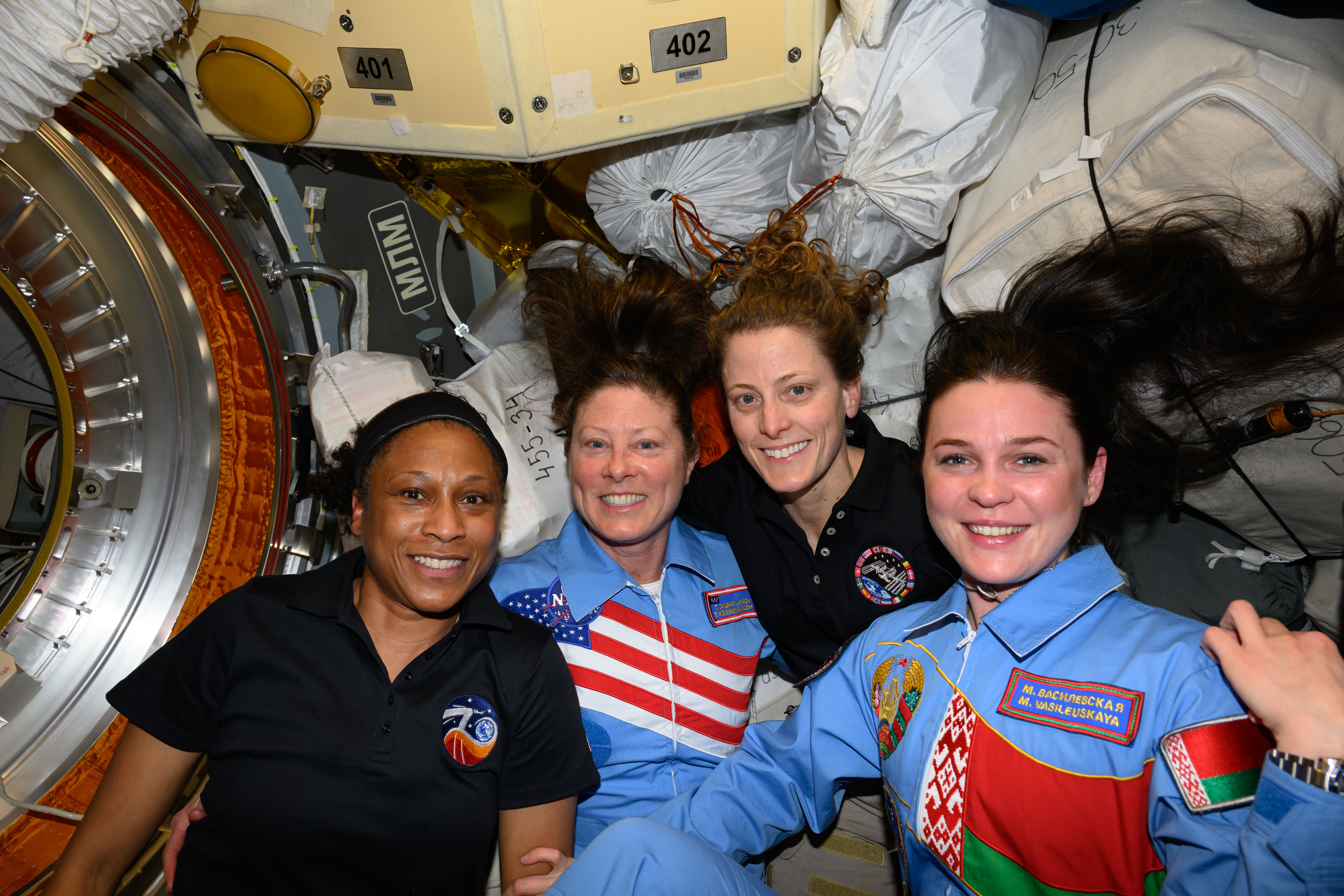
Da sx: Jeanette Epps, Tracy Caldwell Dyson, Loral O'Hara e Marina Vasilevskaja

### Lancio e docking della Sojuz MS-25
La navicella con equipaggio Sojuz MS-25 venne lanciata il 23 marzo 2024 dal Cosmodromo di Baikonur a bordo di un lanciatore Sojuz-2.1a. A bordo si trovavano il comandante Oleg Novickij, l'ingegnere di volo Tracy Caldwell Dyson e la partecipante al volo bielorussa Marina Vasilevskaja. Due giorni prima era avvenuto un rarissimo caso di lancio abortito per un lancio Sojuz ad appena 20 secondi dal decollo a causa di un calo di tensione in un generatore di potenza. Il rinvio del lancio impedì di usare un profilo di volo ultra veloce e dovettero usare il profilo da 34 orbite terrestri (due giorni); la Sojuz MS-25 eseguì un docking automatico al modulo Prichal il 25 marzo 2024.
 Per permettere a Vasilevskaja di effettuare un volo di breve durata i cosmonauti della Sojuz MS-24 Kononenko e Čub parteciparono a una missione annuale e Novickij svolse un volo di breve durata per permettere lo scambio tra le Sojuz MS-24 e Sojuz MS-25. Le Sojuz hanno infatti una certificazione per circa sei mesi nello spazio e trascorsi questi non è più considerata totalmente affidabile. La Sojuz MS-25 sarebbe rimasta a bordo della ISS per il ritorno d Kononenko e Čub sei mesi dopo. Allo stesso tempo l'astronauta statunitense Dyson diede il cambio a un'altra astronauta statunitense che aveva concluso la sua missione di sei mesi, Loral O'Hara.

### Undocking della Sojuz MS-24
La missione di breve durata di Novickij e Vasilevskaja durò 12 giorni, durante i quali svolsero qualche esperimenti scientifici, attività di comunicazione con le persone sulla Terra in Bielorussia e scambiarono i seggiolini personali degli equipaggi tra la Sojuz MS-24 e la Sojuz MS-25. Novickij e Vasilevskaja insieme a O'Hara fecero infatti ritorno sulla Terra con la Sojuz MS-24, la navicella con cui erano stati lanciati Kononenko, Čub e O'Hara sei mesi prima. L'undocking della Sojuz MS-24 dal modulo Rassvet avvenne il 6 aprile 2024 e con il quale si concluse l'Expedition 70 e diede inizio all'Expedition 71. Il giorno stesso la navicella atterrò nelle steppe del Kazakistan, a sudest della città isolata Zhezqazgan.